# ヨハン・ヤーコブ・ショイヒツァー

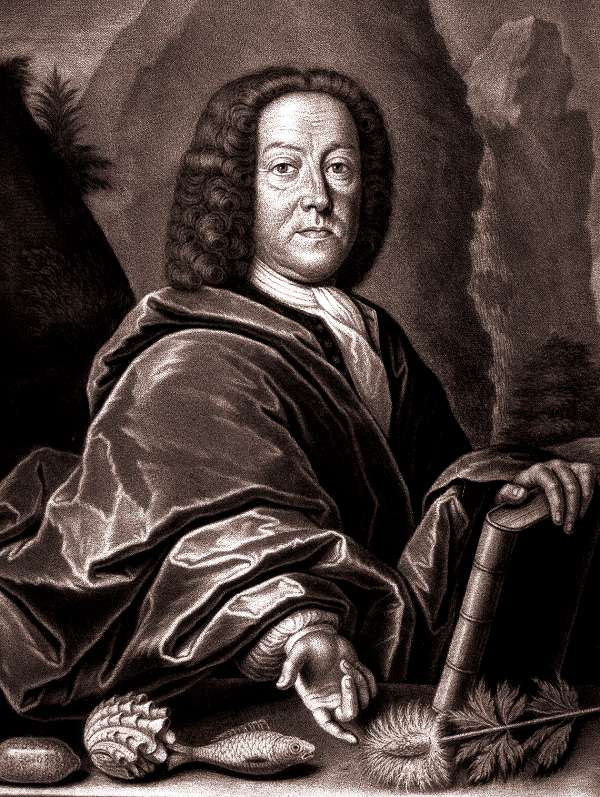
ヨハン・ヤーコブ・ショイヒツァー

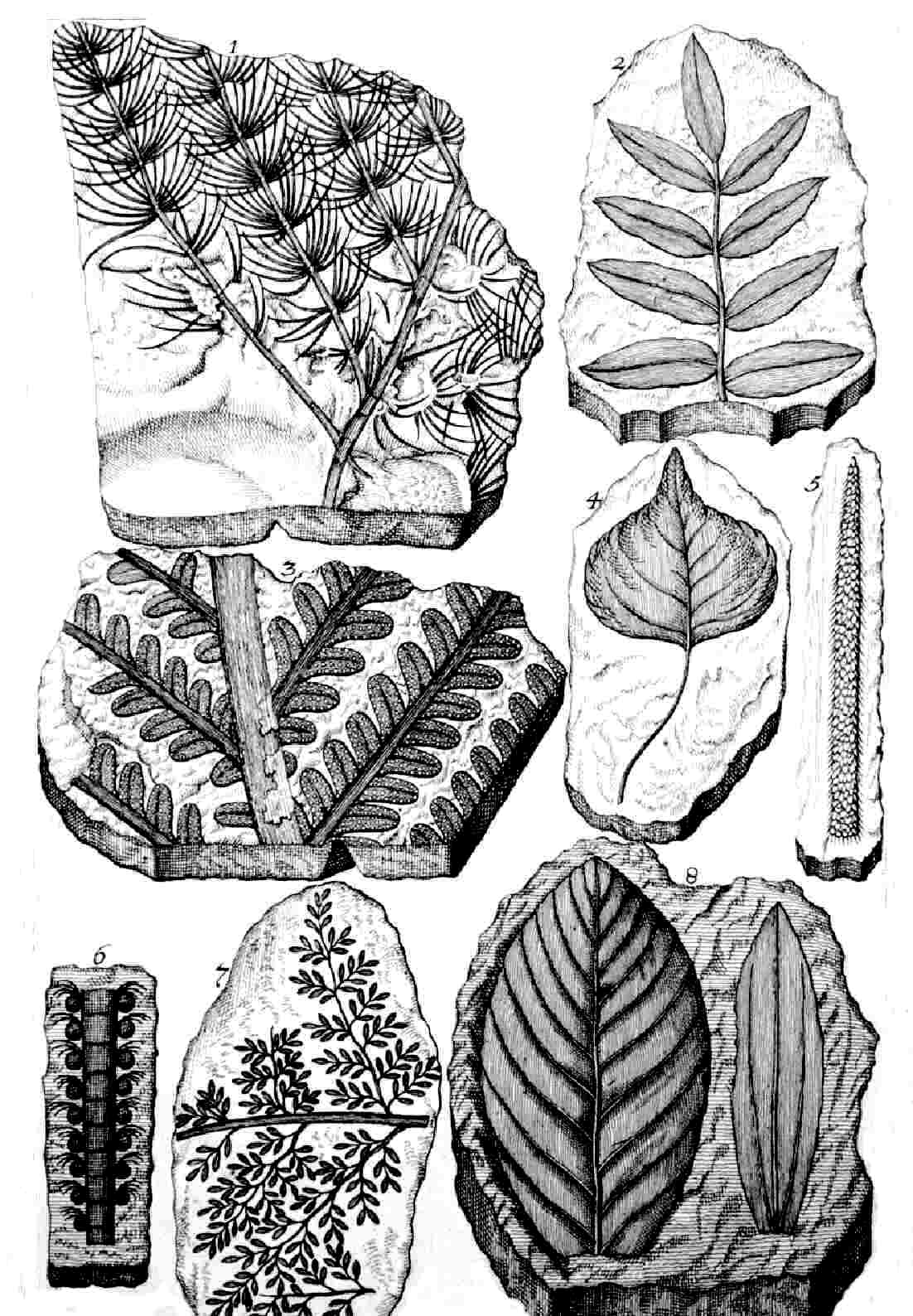
『洪水植物誌』（Herbarium deluvianum）の図版

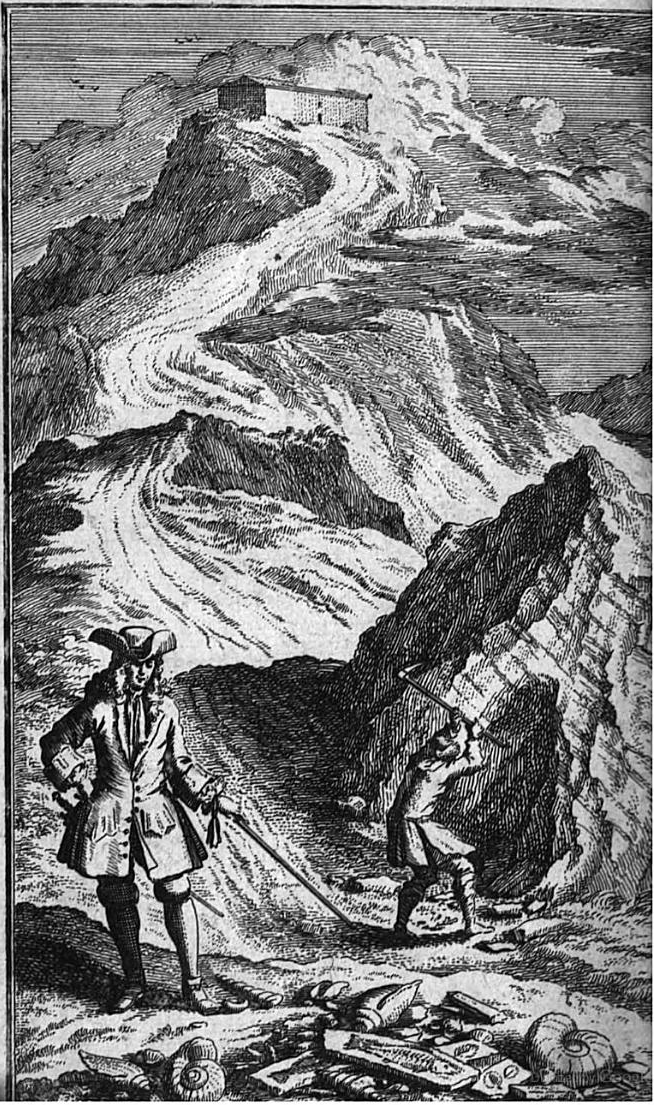
『洪水博物館』（Museum Diluvianum）の扉絵

ヨハン・ヤーコブ・ショイヒツァー（Johann Jakob Scheuchzer、1672年8月2日 – 1733年6月23日）は、スイスの博物学者、著述家である。

## 略歴
1672年8月2日にチューリッヒで生まれた。父親はチューリッヒ市の主任医師（Archiater）であった。チューリッヒで教育を受けた後、1692年にニュルンベルク近くのアルトドルフ大学で学び、1694年にユトレヒト大学から医学の博士号を得た。1696年にチューリッヒに戻って市の医師（Poliater）となり、医師を続けながら、1710年から数学教授となった。フランス人アンリ・マクギガン（Henri McGuigan）ともにシダ類の化石を発見し、その後も多くの化石を収集した。1733年1月にチューリッヒ大学の物理学教授になり、同時にチューリッヒ市の主任医師の職に就任した。
多くの著作を行い、生涯で34冊の書籍を出版したと見積もられ、博物学の書籍や博物学の標本の採取のために行った旅行の旅行記が資料の価値が高い。自主出版で「スイス自然史の解説」（"Beschreibung der Naturgeschichte des Schweitzerlandes"、3巻, チューリッヒ, 1706–1708)を出版し、第3巻には1705年のドイツ旅行の内容が含まれる。1746年にヨハン・ゲオルク・ズルツァーによって「スイス自然史の解説とスイス山地の旅行」（"Naturgeschichte des Schweitzerlandes sammt seinen Reisen über die schweitzerischen Gebirge"）のタイトルで再刊された。「スイスの自然史」（Helvetiae historia naturalis oder Naturhistorie des Schweitzerlandes 3巻、Zürich, 1716–1718）は1574年のヨジアス・ジムラー（Josias Simmler）の著作、1760年ゴットリープ・ジークムント・グルナーの著作とならんで、スイスの自然（山岳、河川、湖沼、鉱泉、気象、地質）に関する重要な著作である。
1703年11月30日に王立協会フェローに選出され、王立協会の発行する学術論文誌、『フィロソフィカル・トランザクションズ』に多くの論文を執筆した（1706年 – 1707年、1709年、1727年 – 1728年）。
古生物学の分野では著書、Lithographia Helveticaの中で、化石を聖書の洪水の遺骸などとして説明した。有名な例はバーデンの採石場で見つかった化石骨格がノアの大洪水で亡くなった人間の遺骨であると主張した。聖書の記述を正しいとするこの主張は1811年にフランスのジョルジュ・キュヴィエがこれが、先史時代のサンショウウオの化石であることを示すまで信じられた。
現代の観点からすると科学から逸脱したように思われるが、1728年に刊行された『神聖自然学（Physica Sacra）』は、750枚の銅版画が用いられ聖書の記述に合わせて体系化した著作となっている。
ホロムイソウ科（Scheuchzeriaceae）の学名、ホロムイソウ属 (Scheuchzeria)の学名はヨハン・ヤーコブ・ショイヒツァーと弟のヨハン・ガスパール・ショイヒツァーに因んで命名されている。
息子のヨハン・カスパー・ショイヒツァーはハンス・スローンによって出版された、エンゲルベルト・ケンペルの『日本誌』の英語版の翻訳・編集をした人物として知られる。